# Soldater i første verdenskrig
|  | Denne artikel er oprettet af botten Steenthbot ud fra en ekstern database. Den kan derfor have sproglige fejl eller mangler. Denne skabelon kan fjernes efter kontrol af indholdet. |

Soldater i første verdenskrig er en fransk dokumentarisk optagelse fra 1915, der viser soldater i 1. verdenskrig.